# 拉斯穆斯·弗拉诺
拉斯穆斯·弗拉诺（瑞典語：Rasmus Wranå，1994年11月15日—），瑞典男子冰壶运动员。他曾代表瑞典参加2018年冬季奥林匹克运动会冰壶比赛和2022年冬季奥林匹克运动会冰壶比赛，获得一枚金牌和一枚银牌。他也曾数次夺得世界男子冰壶锦标赛冠军。